# Грабовце-Дольне
Грабовце-Дольне (пол. Grabowce Dolne) — село в Польщі, у гміні Новодвур Рицького повіту Люблінського воєводства.
Населення — 105 осіб (2011).
У 1975-1998 роках село належало до Люблінського воєводства.

## Демографія
Демографічна структура станом на 31 березня 2011 року:
|          | Загалом | Допрацездатний вік | Працездатний вік | Постпрацездатний вік |
| -------- | ------- | ------------------ | ---------------- | -------------------- |
| Чоловіки | 53      | 6                  | 42               | 5                    |
| Жінки    | 52      | 7                  | 29               | 16                   |
| Разом    | 105     | 13                 | 71               | 21                   |